# Bisbat de San José de Mayo
El bisbat de San José de Mayo (llatí: Dioecesis Sancti Iosephi in Uraquaria) és una demarcació eclesiàstica de l'Uruguai sufragània de l'arquebisbat metropolità de Montevideo. El seu origen és del segle XX amb capital a la ciutat de San José de Mayo.

## Territori
Amb una superfície d'11.482 km², el bisbat es correspon amb el territori dels departaments de Flores i de San José.
La seu del bisbat és la ciutat de San José de Mayo, on es troba la catedral de Sant Josep (castellà: San José).
El territori se subdivideix en 11 parròquies.

## Història
El bisbat de San José de Mayo va ser establert el 15 de novembre de 1955 amb la butlla Accepta arcano pel papa Pius XII, a partir dels territoris del bisbat de Salto i de l'arquebisbat de Montevideo. Entre 1960 i 1961, es van crear els bisbats de Canelones i de Mercedes.

## Bisbes destacats
- Luis Baccino † (20 de desembre de 1955 – 5 de juliol de 1975)
- Herbé Seijas † (15 d'octubre de 1975 – 3 de maig de 1983)
- Pablo Jaime Galimberti di Vietri (12 de desembre de 1983 – 16 de maig de 2006, nomenat bisbe de Salto)
- Arturo Eduardo Fajardo Bustamante, des del 27 de juny de 2007

## Estadístiques
Segons les dades del cens de 2006, el bisbat tenia una població aproximada de 112.401 habitants, 85.000 batejats, és a dir, el 75,6% del total.
| any  | població | població | població | sacerdots | sacerdots       | sacerdots       | sacerdots             | diàques | religiosos | religiosos | parroquies |
| ---- | -------- | -------- | -------- | --------- | --------------- | --------------- | --------------------- | ------- | ---------- | ---------- | ---------- |
| any  | batejats | total    | %        | total     | clergat secular | clergat regular | batejats por sacerdot | diàques | homes      | dones      |            |
| 1966 | 95.380   | 100.730  | 94,7     | 27        | 26              | 1               | 3.532                 |         | 12         | 40         | 12         |
| 1968 | 105.100  | 110.800  | 94,9     | 21        | 20              | 1               | 5.004                 |         | 10         | 40         | 12         |
| 1976 | 99.000   | 107.000  | 92,5     | 11        | 9               | 2               | 9.000                 |         | 8          | 36         | 13         |
| 1980 | 101.700  | 116.000  | 87,7     | 12        | 9               | 3               | 8.475                 |         | 10         | 33         | 12         |
| 1990 | 85.700   | 113.000  | 75,8     | 17        | 14              | 3               | 5.041                 |         | 7          | 26         | 12         |
| 1999 | 92.200   | 122.000  | 75,6     | 20        | 16              | 4               | 4.610                 |         | 9          | 29         | 12         |
| 2000 | 92.900   | 123.000  | 75,5     | 19        | 15              | 4               | 4.889                 |         | 8          | 29         | 12         |
| 2001 | 93.600   | 124.000  | 75,5     | 19        | 15              | 4               | 4.926                 |         | 8          | 29         | 12         |
| 2002 | 94.400   | 125.100  | 75,5     | 19        | 15              | 4               | 4.968                 |         | 8          | 32         | 12         |
| 2003 | 90.357   | 112.400  | 80,4     | 19        | 14              | 5               | 4.755                 |         | 10         | 33         | 12         |
| 2004 | 85.000   | 112.401  | 75,6     | 20        | 14              | 6               | 4.250                 |         | 11         | 21         | 11         |